# Bloqueo naval británico a Saint-Domingue
El Bloqueo británico de Saint-Domingue fue una campaña naval librada durante los primeros meses de las Guerras Napoleónicas en la que una serie de escuadrones de la Marina Real Británica bloquearon los puertos franceses de Cap Français y Môle-Saint-Nicolás en la costa norte de la colonia de Saint-Domingue, que pronto se convertiría en Haití, tras la conclusión de la revolución haitiana el 1 de enero de 1804. En el verano de 1803, cuando estalló la guerra entre el Reino Unido y el Consulado Francés, Saint-Domingue había sido invadida casi por completo por fuerzas haitianas comandadas por Jean-Jacques Dessalines. En el norte del país, las fuerzas francesas estaban aisladas en los dos grandes puertos de Cap Français y Môle-Saint-Nicolás y algunos asentamientos más pequeños, todos abastecidos por una fuerza naval francesa basada principalmente en Cap Français.
Al estallar la guerra el 18 de mayo de 1803, la Royal Navy envió inmediatamente un escuadrón al mando de Sir John Duckworth desde la colonia de Jamaica (actual Jamaica) para navegar en la región, buscando eliminar la comunicación entre los puestos de avanzada franceses y capturar o destruir los buques de guerra franceses con base en la colonia. El 28 de junio, el escuadrón se encontró con un convoy francés de Les Cayes frente a Môle-Saint-Nicolás y capturó un barco aunque el otro escapó. Dos días después, una fragata francesa que navegaba de forma independiente fue perseguida y capturada en las mismas aguas. El 24 de julio, otro escuadrón británico interceptó al principal escuadrón francés de Cap Français, que intentaba romper el bloqueo y llegar a Francia. Los británicos, dirigidos por el comodoro John Loringlo persiguió, pero un navío de línea francés y una fragata escaparon. Otro barco de línea quedó atrapado contra la costa y fue capturado después de ser atacado por baterías costeras haitianas. El resto del escuadrón se vio obligado a luchar en dos acciones más a su regreso a Europa, pero finalmente llegó al puerto español de La Coruña.
El 3 de noviembre, la fragata HMS Blanche capturó una goleta de suministros cerca de Cap Français y, a finales de mes, la guarnición se moría de hambre y acordó términos con Jean Jacques Dessalines que le permitían evacuar de forma segura si abandonaba el puerto antes del 1 de diciembre. El comodoro Loring, sin embargo, rechazó el permiso francés para navegar. El comandante francés, Donatien de Rochambeau, procrastinó hasta el último momento posible, pero finalmente se vio obligado a rendirse al comandante británico. Uno de los barcos de Rochambeau casi naufragó mientras salía del puerto, pero fue salvado por un teniente británico que actuó solo, quien no solo rescató a las 900 personas a bordo sino que también reflotó el barco. En Môle-Saint-Nicolás, General Louis de Noaillesse negó a rendirse y en su lugar navegó a La Habana, Cuba en una flota de pequeñas embarcaciones el 3 de diciembre, pero fue interceptado y herido de muerte por una fragata de la Royal Navy. Las pocas ciudades restantes en poder de los franceses en Saint-Domingue se rindieron poco después y el 1 de enero de 1804 se declaró la nueva nación independiente de Haití.

## Contexto
Durante las Guerras Revolucionarias Francesas (1792–1802), la rica colonia francesa de Saint-Domingue en la mitad occidental de la isla Hispaniola en el Mar Caribe fue escenario de intensos combates. Además de las fallidas invasiones británica y española, la colonia fue sacudida por una brutal guerra civil cuando la población negra de esclavos recién emancipados, bajo el mando de Toussaint Louverture, luchó contra las fuerzas de la República Francesa antes de aliarse con la República contra las potencias extranjeras. En 1801, Louverture había tomado el control de casi toda la isla, incluida gran parte de la colonia vecina de Santo Domingo. Louverture prometió oficialmente lealtad a Francia, declarándose gobernador de la isla. Sin embargo, después de la Paz de Amiens en Europa que puso fin a las guerras revolucionarias francesas en 1802, el primer cónsul francés Napoleón Bonaparte envió una gran fuerza expedicionaria a Saint-Domingue bajo el mando del general Charles Leclerc.
El ejército de Leclerc tuvo cierto éxito inicial y Louverture fue capturado después de firmar un tratado de paz con el general francés, y luego murió en circunstancias poco claras en una prisión francesa. Sin embargo, tras el arresto de Louverture y bajo la amenaza de la restauración de la esclavitud, el general haitiano Jean Jacques Dessalines reanudó la campaña contra los franceses. Leclerc y gran parte de su ejército murieron en una epidemia de fiebre amarilla en el otoño de 1802, y el mando recayó en el vizconde Donatien de Rochambeau, cuyas fuerzas fueron rápidamente expulsadas a unas pocas ciudades bien fortificadas, confiando para la comunicación y el suministro en enlaces marítimos. En mayo de 1803, la situación en Haití se deterioró aún más para los franceses cuando Gran Bretaña y Francia volvieron a la guerra, después de una paz que duró solo quince meses. En preparación para el conflicto que se avecinaba, los franceses habían ordenado que varios barcos zarparan de sus puertos del sur en Saint-Domingue, la fragata Franchise zarpó en flauta desde Puerto Príncipe el 3 de mayo. Sin embargo, Franchise fue interceptada en el Golfo de Vizcaya por un escuadrón de batalla británico y capturada el 28 de mayo, al igual que la corbeta Bacchante el 25 de junio que había zarpado en abril. Las restantes fuerzas navales francesas en la colonia se consolidaron en el puerto de Cabo Francés.

## Bloqueo

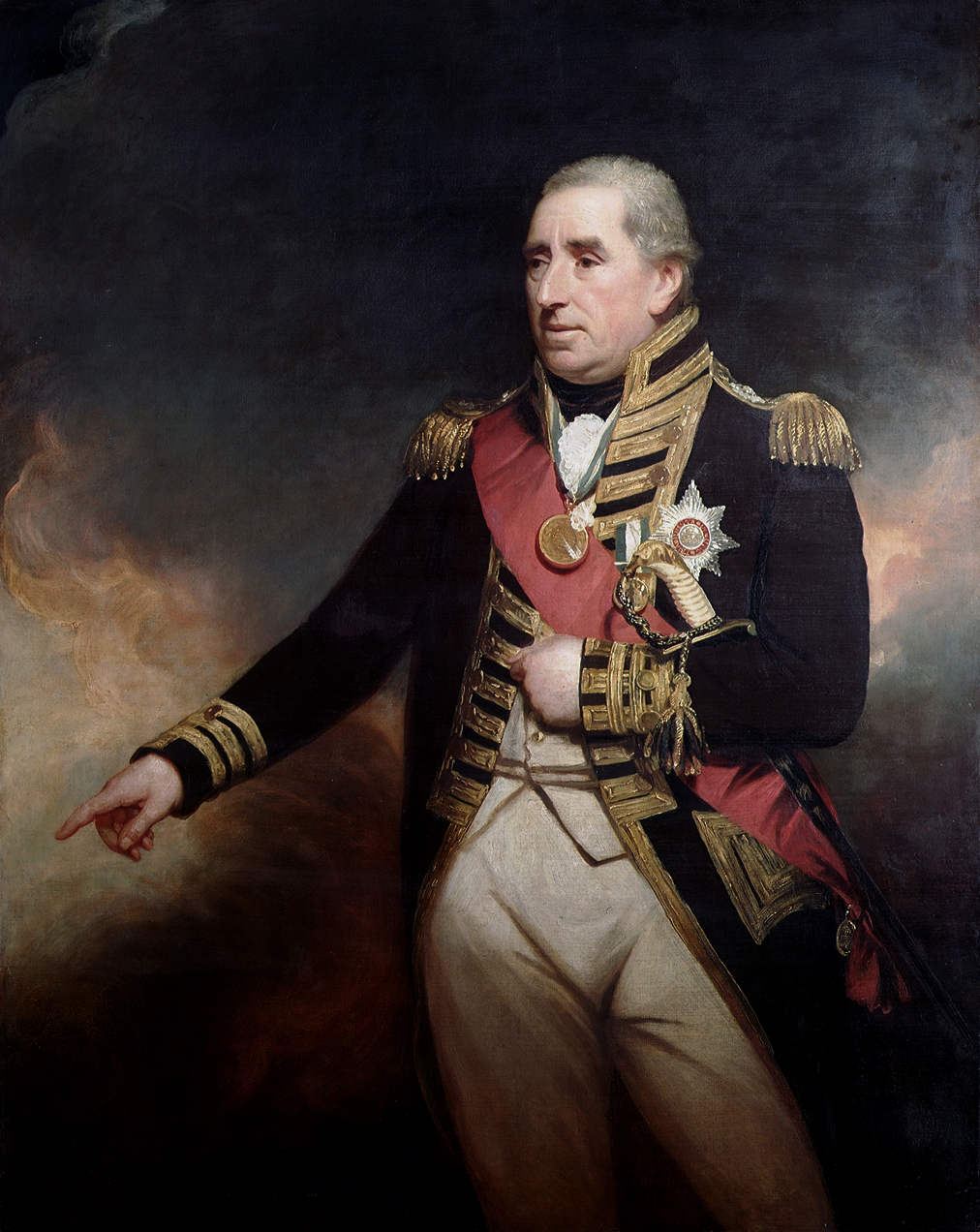
Almirante Sir John Duckworth quien comandó el bloqueo naval

La Marina Real Británica estaba bien preparada para el conflicto renovado, con un escuadrón de barcos de línea y numerosas fragatas con base en la estación de Jamaica, la base del Caribe occidental de la Marina, bajo el mando del contraalmirante John Thomas Duckworth. El 18 de junio de 1803 se enviaron dos escuadrones para bloquear los principales puertos del norte en manos francesas, Cap Français al este y Môle-Saint-Nicolás al oeste. El primer escuadrón, que navegó frente a Môle-Saint-Nicolás, estaba formado por barcos de 74 cañones de la línea HMS Cumberland al mando del capitán Henry William Bayntun, el HMS Goliath al mando del capitán Charles Brisbane y HMS Hércules bajo el mando interino del teniente John B. Hills. El segundo escuadrón, asignado al bloqueo de Cap Français, estaba comandado por el comodoro John Loring en el HMS Bellerophon e incluía al HMS Elephant al mando del capitán George Dundas, al HMS Theseus al mando del capitán John Bligh y al HMS Vanguard al mando del capitán James Walker. La fuerza de Loring estuvo acompañada por las fragatas HMS Aeolus al mando del capitán Andrew Fitzherbert Evans y el HMS Tartar al mando del capitán John Perkins.

### Acciones fuera de Môle-Saint-Nicolás
El 28 de junio, el escuadrón frente a Môle-Saint-Nicolás avistó dos velas cerca de la costa haitiana y se acercó para investigar. Se reveló que estos eran la fragata pesada francesa de 44 cañones Poursuivante al mando del capitán Jean-Baptiste Philibert Willaumez y la corbeta de 16 cañones Mignonne al mando del capitán Jean-Pierre Bargeau. Los barcos franceses habían zarpado con un armamento reducido desde Les Cayes en el sur de Saint-Domingue el 26 de junio con órdenes de visitar Môle-Saint-Nicolás antes de regresar a Francia. Al identificar los barcos como franceses, el escuadrón británico se separó bajo las órdenes de Bayntun, el capitán principal. El capitán Brisbane recibió instrucciones de perseguir a Mignonne, Goliat cerró rápidamente la brecha entre los barcos mientras intercambiaban algunos disparos distantes sin efecto. Mignonne se calmó cerca de la costa, y cuando se hizo evidente que su barco sería capturado por el Goliat, mucho más grande, el Capitán Bargeau se rindió sin que ninguno de los bandos hubiera sufrido daños ni bajas. Más tarde, Mignonne fue comisionado en la Royal Navy como HMS Mignonne.
Bayntun también había ordenado al teniente Hills que persiguiera a Poursuivante, pero el HMS Hércules sufrió con los vientos ligeros y Hills ordenó que se disparara la andanada de Hércules demasiado pronto. Esto permitió a Willaumez acercarse mucho más a Môle-Saint-Nicolás. Cuando el Hércules , mucho más rápido, encontró el viento favorable, el barco de línea pronto ganó a la fragata y siguió un fuerte intercambio de disparos, en el que ambos barcos resultaron dañados. El HMS Hercules fue fuertemente golpeado en las velas y el aparejo, aunque las bajas se limitaron a unas pocas heridas menores, mientras que el Poursuivante sufrió daños más graves: el aparejo, las velas, los mástiles y el casco fueron cortados y golpeados con seis hombres muertos y 15 heridos. Durante la breve batalla, Willaumez había maniobrado su barco cerca de la costa, y Hills, su barco menos manejable debido a los daños, sufrió una andanada devastadora que lo obligó a retirarse por temor a que el Hércules pudiera encallar en aguas poco profundas. Trabajando a través de las aguas poco profundas, Willaumez logró llevar su fragata de manera segura a Môle-Saint-Nicolás y luego a Rochefort , aunque Poursuivante fue dado de baja poco después debido a la edad y las malas condiciones. Hills se vio obligado a retirarse con su barco a Jamaica para reparaciones, y Vanguard ocupó el lugar de su barco en el escuadrón de Bayntun.
Dos días después del enfrentamiento entre el Hércules y Poursuivante, Vanguard y Cumberland navegaban frente a la costa norte de Haití hacia el este de Môle-Saint-Nicolás cuando se avistó otro barco extraño que intentaba ingresar al puerto cercano de Jean-Rabel. Este barco era la fragata francesa Créole de 40 cañones al mando del capitán Jean-Marie-Pierre Lebastard, que viajaba a Jean-Rabel desde Cap Français con 530 soldados al mando del general Morgan. Sin embargo, el barco estaba en mal estado, la tripulación se redujo a solo 150 debido a la epidemia de fiebre amarilla que había devastado a las tripulaciones de los barcos franceses en Saint-Domingue, así como al ejército en tierra. Ambos Vanguardiay Cumberland inmediatamente persiguió a la fragata, que no pudo escapar cuando un barco de línea superó rápidamente al barco de Lebastard por ambos lados. Walker disparó algunos tiros de Vanguard a la fragata, y Lebastard disparó un solo tiro en respuesta antes de encender sus colores. Posteriormente, Créole fue transportado a Port Royal en Jamaica para reparaciones y allí fue comisionado en la Royal Navy como HMS Creole bajo el mando del Capitán Austin Bissell, pero el barco estaba en mal estado y se hundió en el viaje a Gran Bretaña, aunque la tripulación fueron salvados por barcos británicos cercanos. El mismo día, la escuadra también capturó una goleta naval francesa que transportaba cien sabuesos de Cuba para que los usaran los ejércitos franceses en Saint-Domingue contra sus enemigos haitianos.

### Vuelo de Touffet
En el mes siguiente a la captura de Créole, hubo poco movimiento adicional de las fuerzas navales francesas en la isla, la fiebre amarilla azotó los puertos y el escuadrón de bloqueo de Loring en el mar restringió las operaciones. La única acción de importancia durante este período se libró frente a Léogâne en el Golfo de Gonâve en la tarde del 11 de julio cuando el bergantín francés de 10 cañones Lodi fue interceptado por el bergantín británico de 18 cañones HMS Racoon al mando de Austen Bissell, y obligado a retirarse. rendirse tras una acción de 40 minutos en la que el buque británico tuvo un herido y el francés uno muerto y 14 heridos.
A fines de julio, la situación estratégica cambió cuando llegaron órdenes de Francia exigiendo el regreso del escuadrón francés, basado principalmente en Cap Français bajo el mando del contraalmirante Latouche Tréville. El comando del escuadrón que regresaba se le dio al comodoro Quérangal en el Duquesne, un barco de 74 cañones. Latouche Tréville reunió suficientes marineros sanos para tripular tres de sus barcos y dio órdenes para el Duquesne, el barco de 74 cañones Duguay-Trouin al mando del capitán Claude Touffet que, tras un accidente reciente, solo llevaba 54 cañones, y la fragata Guerrière de 40 cañones al mando del capitán Louis-Alex Beaudoin navegar desde Cap Français cuando fuera posible. En la tarde del 24 de julio, una tormenta de lluvia alejó a la fuerza de bloqueo del puesto y los barcos de Quérangal salieron del puerto, navegando inicialmente hacia el oeste con el viento predominante. Todos estaban debilitados, ninguno con tripulaciones completas y todos llevaban a bordo un gran número de pasajeros enfermos.
Los barcos franceses fueron avistados casi de inmediato por las fragatas del escuadrón de bloqueo de Loring, que comenzaron la persecución. A las 21:00, Quérangal aprovechó la oscuridad para dividir sus barcos, Duguay-Trouin viró hacia el este mientras Duquesne continuó siguiendo la costa hacia el oeste. En respuesta, Loring ordenó a Dundas en el HMS Elephant que persiguiera al Duguay-Trouin mientras él permanecía persiguiendo a Duquesne con Aeolus y Tartar. Durante la noche, ambas persecuciones británicas ganaron terreno significativo en sus objetivos, Loring se unió a Teseo y Vanguard. A las 07:00 del 15 de julio, el barco de Quérangal fue avistado por una batería haitiana en la costa y fue atacado, Loring envió a Theseus a investigar los disparos y llegó él mismo a la escena poco después, Tartar y Vanguard liderando el escuadrón. Perkins fue el primero en entrar dentro del alcance del barco francés, abriendo fuego a las 15:30, seguido poco después por Walker. Quérangal devolvió el fuego brevemente, pero su barco era demasiado débil para enfrentarse a la fuerza británica, con solo 275 tripulantes a bordo, de los cuales solo 215 estaban aptos para el servicio. Duquesne estaba tan mal tripulado que solo 12 cañones podían ser tripulados a la vez, aunque un disparo golpeó a Vanguard, matando a un hombre e hiriendo a otro. Sin embargo, antes de que los barcos británicos pudieran tomar posiciones de tiro más efectivas, Quérangal se rindió. Su barco fue llevado a la Royal Navy como HMS Duquesne, pero fue desguazado en 1804 tras sufrir daños en un accidente en Morant Cays.

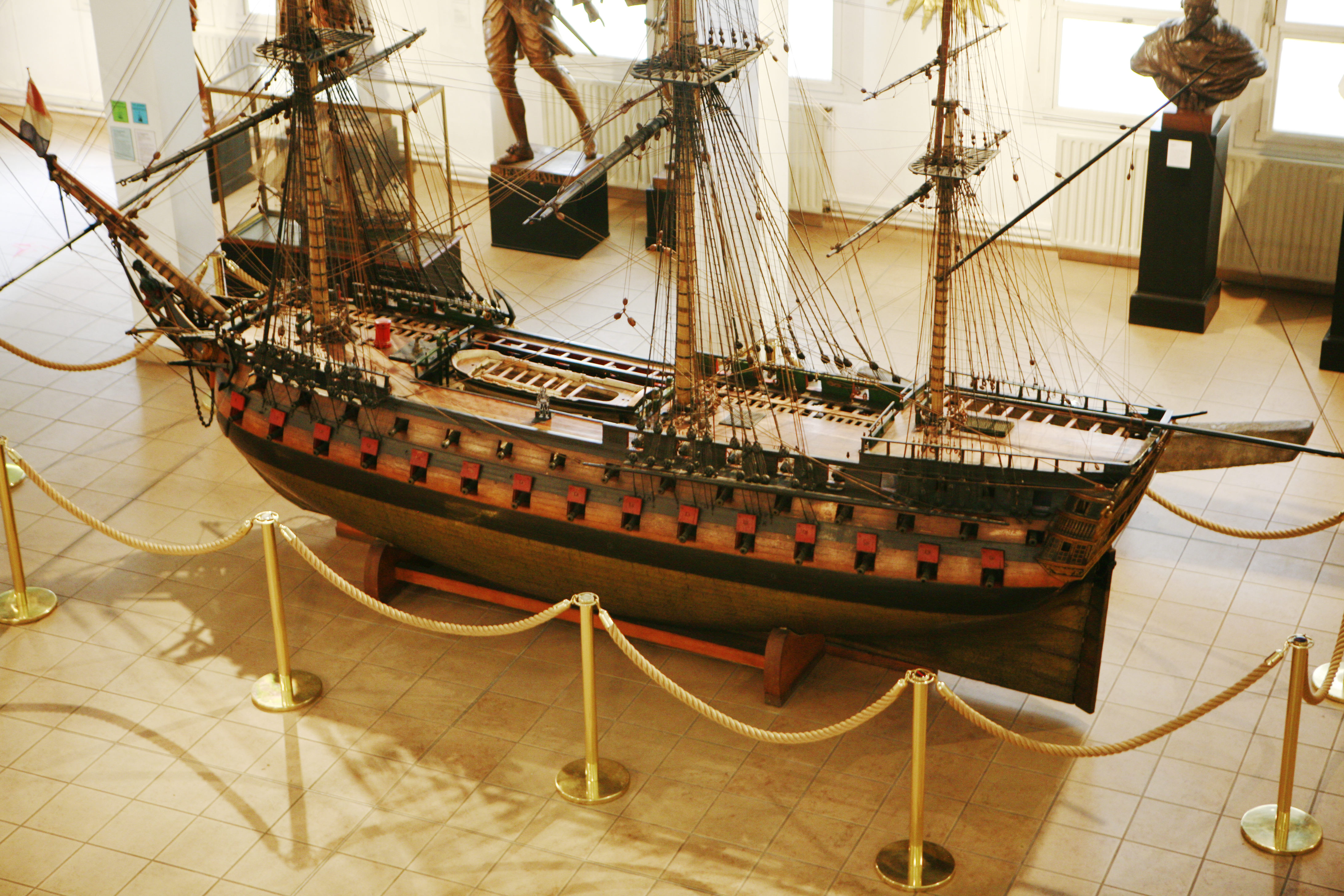
Scale model of the Duquesne, on display at the Musée de la Marine in Toulon

La segunda persecución, la de Dundas en Elephant y Touffet en Duguay-Trouin, continuó durante toda la noche, y el barco británico se acercó al alcance de los franceses a las 06:00 horas del 25 de julio. Touffet abrió fuego contra el Elephant con sus cañones montados en la popa, golpeando al barco británico varias veces, aunque sin efectos graves. Dundas pudo, a pesar del fuego francés, detenerse a cierta distancia del cuarto de estribor francés, disparando andanadas aunque a tan larga distancia que también tuvieron poco efecto. La acción se decidió poco después con la llegada de dos barcos, el balandro británico de 18 cañones HMS Snake al mando del comandante William Roberts al noroeste y el ausente Guerrière desde la dirección opuesta. Dundas consideró que la llegada de la fragata favorecía demasiado a los franceses y retrocedió permitiendo que ambos barcos se combinaran y escaparan. Este fue un grave error de cálculo: el historiador William Laird Clowes señala que los barcos franceses estaban desesperadamente mal armados y tripulados e incluso si luchaban uno al lado del otro, no habrían podido igualar el peso o la velocidad de disparo de Dundas. Cuando cayó la noche, los barcos franceses habían llegado a mar abierto en preparación para el viaje a través del Atlántico.
Sin embargo, el viaje de Touffet estaba lejos de terminar: el 29 de agosto, mientras se encontraban en el Atlántico oriental cerca del Golfo de Vizcaya, fueron descubiertos por la fragata de 38 cañones HMS Boadicea, que navegaba de forma independiente, al mando del capitán John Maitland, que los persiguió, los barcos franceses fueron girando al sur hacia el puerto amigo-neutral de Ferrol en España. A lo largo del día siguiente, Boadicea siguió a la escuadra francesa, perdiéndola durante la noche del 30 de agosto en una niebla, pero redescubriéndola a las 13:30 horas del 31 de agosto cuando el viento cambió de oeste a noreste. Maitland ahora podía ver que Duguay-Trouinera un barco de línea, pero también sabía que barcos debilitados viajaban a Europa desde Saint-Domingue y, en consecuencia, se acercó a la fuerza de Touffet, disparando contra su barco desde una distancia de 0,25 millas náuticas (0,46 km) a las 14:00, el Barco de línea francés que devuelve el fuego. El fuego de Duguay-Trouin fue lo suficientemente feroz como para que, en combinación con el Guerrière que se acercaba, Maitland consideró que eran demasiado poderosos para que Boadicea luchara con eficacia y se alejó, seguido brevemente por los barcos franceses. Sin embargo, a las 14:50, con Boadicea ampliando rápidamente la brecha entre las fuerzas, Touffet abandonó la persecución y giró hacia el sur hacia Ferrol.
En Ferrol, un escuadrón de batalla británico salió del puerto bajo el mando del comodoro Sir Edward Pellew, el HMS Culloden al mando del capitán Barrington Dacres navegando a cierta distancia del resto del escuadrón. El 2 de septiembre, el pequeño escuadrón de Touffet apareció navegando a barlovento hacia el puerto de La Coruña y Dacres estaba bien situado para interceptarlos, abriendo fuego a larga distancia a las 11:50. Sin embargo, los franceses fueron más rápidos que Culloden, Duguay-Trouin entró con éxito en La Coruña antes que Guerrière cuando las baterías españolas abrieron fuego contra el barco británico. Aunque Dacres logró dañar a Guerrière con los mástiles y aparejos severamente, infligiendo bajas de seis muertos y 15 heridos, la fragata francesa pudo entrar en La Coruña por delante de Culloden. Dacres, que había llevado su barco justo a la entrada del puerto, se vio obligado a retirarse, habiendo sufrido cuatro heridos.

## Rendición de Cap Français
Con la eliminación de los barcos de línea del escuadrón en Saint-Domingue (actual Haití), la única fuerza restante de alguna importancia se basó en Cap Français, que consiste principalmente en las fragatas Surveillante, Clorinde y Vertu. En septiembre, el puerto sur de Les Cayes se rindió, la guarnición capituló ante el bergantín británico HMS Pelican, mientras que en el norte, el Capitán Bligh en Teseo bombardeó Fort Labouque en el puerto de Fort Dauphin, un fondeadero importante para pequeñas embarcaciones que reabastecen a la guarnición de Cap-Français, el 8 de septiembre. El fuerte se rindió rápidamente, al igual que una corbeta Sagesse de 20 cañones, que estaba anclado cerca pero con solo 75 hombres a bordo. Fort Dauphin también capituló más tarde ese mismo día, los prisioneros franceses solicitaron que Bligh intercediera ante las fuerzas haitianas cercanas que habían capturado a varios soldados, incluido el general Dumont, y tenían la intención de ejecutarlos. Bligh obtuvo con éxito la liberación de Dumont y transportó a todos los prisioneros, incluidos muchos que padecían fiebre amarilla, a Cap Français. Mientras Loring permanecía frente al norte de Saint-Domingue, el bergantín Raccoon estuvo activo contra los barcos que viajaban entre Saint-Domingue y la Cuba controlada por los españoles, destruyendo dos pequeños convoyes en septiembre y octubre.

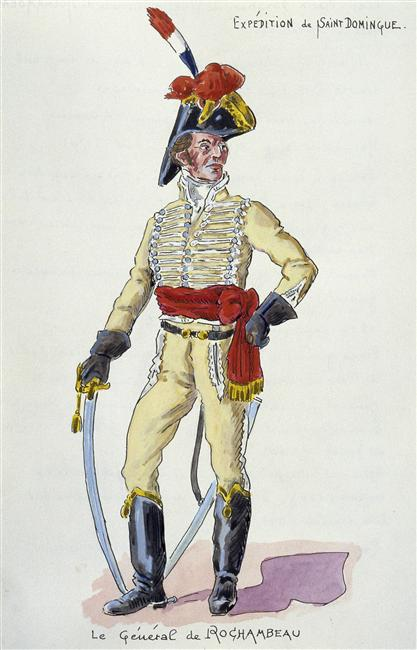
General de Donatien de Rochambeau en Saint Domingue, el cual se rindió ante John Loring.

En octubre, el general frnacés Latouche-Tréville obtuvo el paso libre de los británicos debido a su mala salud y regresó a Francia dejando al capitán Jean-Baptiste Barré al mando de la escuadra. Sin embargo, todavía se hicieron intentos para abastecer los puertos, que estaban sitiados por las fuerzas haitianas. El 3 de noviembre, la fragata HMS Blanche al mando del capitán Zachary Mudge descubrió un cúter armado en la Bahía de Mancenille que transportaba 52 bueyes a la guarnición de Cap Français y Mudge deicdió enviar barcos al mando del teniente Nicholls de los Royal Marines a la bahía durante la noche. Nicholls, a pesar de la inútil interferencia del teniente Warwick Lakede Blanche, separó con éxito el barco de las baterías costeras francesas, perdiendo dos muertos y dos heridos frente a las pérdidas francesas de dos muertos y cuatro heridos. A principios de noviembre, el capitán Walker en Vanguard tomó a 850 soldados franceses como prisioneros de guerra del puerto de Saint-Marc , y el general D'Henin entregó su guarnición después de que las fuerzas de Jean Jacques Dessalines amenazaran con masacrarlos a todos. Capturados en el puerto fueron la corbeta de 12 cañones Papillon, la goleta naval Courier y los transportes Mary Sally y Le Trois Amis. El 16 de noviembre, Vanguardcapturó una goleta mercante estadounidense Independence que intentaba ingresar a Cap Français.
El 17 de noviembre, Donatien de Rochambeau envió un mensaje al escuadrón de Loring solicitando que se le permitiera evacuar el puerto de manera segura y regresar con sus hombres a Francia. Loring se negó, por lo que el 20 de noviembre el general francés concluyó un tratado de paz con Dessalines, cuyos términos insistían en que la guarnición y la población francesas tenían que evacuar el puerto en diez días. Loring fue informado de los términos del acuerdo y aunque Rochambeau estaba listo para partir el 25 de noviembre, sus barcos repletos de miles de refugiados, el escuadrón británico bloqueó todas las rutas de escape. El 30 de noviembre, cuando los soldados haitianos tomaron posesión de las baterías y fuertes desocupados que protegían el puerto, Rochambeau seguía prevaricando, sus barcos anclados directamente bajo los cañones de los fuertes. Se dieron órdenes a las guarniciones haitianas para que se prepararan para disparar balas calientes contra los franceses para quemar sus barcos hasta la línea de flotación en caso de que el escuadrón todavía estuviera en el puerto después de la fecha límite. Preocupado por la demora, Loring ordenó al Capitán Bligh que ingresara al puerto y ofreciera condiciones de rendición a Rochambeau.
Después de reunirse con el Capitán Barré, Bligh obtuvo un tratado firmado que establecía la rendición total de Rochambeau al escuadrón de bloqueo británico. Según los términos, los barcos franceses navegarían desde el puerto con el tricolor , dispararían una andanada ceremonial cada uno y luego se rendirían formalmente al escuadrón de Loring. Habiendo obtenido la aquiescencia francesa, Bligh tuvo que llevar los términos a un reacio Dessalines, quien finalmente accedió a permitir que los franceses abandonaran Cap Français sin ser molestados, aunque se negó a proporcionar pilotos para garantizar un paso seguro fuera del puerto. Por la tarde, Rochambeau zarpó primero en Surveillante, disparando su andanada y marcando sus banderas.a Loring. Lo siguió una procesión de barcos, incluidos Vertu, el bergantín de 12 cañones Cerf, la goleta naval Découverte y los buques mercantes franceses Endymion, Casar, L'Augusta, Louis Cherie, Jason, Bonnevallere, Jeremie, Havre de Grace, Necessaire, Union, Nicholas Debarre, Marin y una goleta sin nombre, todos los cuales estaban fuertemente cargados de refugiados y tomados como botín. Los barcos hospitales franceses Nouvelle Sophie y Justice también se rindieron, pero estaban repletos de cientos de soldados y marineros enfermos y posteriormente fueron reabastecidos y enviados de regreso a Francia como cárteles . Cinco barcos estadounidenses: Sisters, Eugene, Thesbald , Adventurer e Hiram, y dos barcos daneses, Diana y Bentley , también se llenaron de refugiados y fueron capturados por la fuerza de Loring. Duckworth había llegado durante la evacuación en el HSM Hércules, agregando sus barcos a las numerosas embarcaciones británicas que asistían a los barcos franceses sobrecargados.
Sin embargo, el desastre golpeó la operación cuando la fragata Clorinde intentó abandonar el puerto. Cargado con 900 refugiados y soldados, incluido el general Jean François Cornu de La Poype y su personal, el barco encalló accidentalmente en las rocas directamente debajo de Fort St. Joseph, ahora tripulado por soldados haitianos. Clorinde se quedó atrapada, se inclinó y fue golpeada repetidamente contra las rocas, de modo que el timón del barco se rompió, dejándolo indefenso. La situación se consideró tan desesperada que varios barcos de barcos británicos que habían estado supervisando la evacuación del puerto se dieron la vuelta sin ofrecer ayuda, abandonando la fragata como un desastre total. Sin embargo, uno de los barcos más traseros, la lancha de Hércules que contenía entre 30 y 40 hombres y estaba comandada por el teniente interino Nesbit Willoughby, giró hacia la fragata. Willoughby estaba decidido a ayudar a la tripulación y los pasajeros naufragados, consciente de que, sin ayuda, los haitianos los ahogarían o los masacrarían, a quienes se podía ver haciendo los preparativos para disparar tiros calientes desde el fuerte a la fragata.

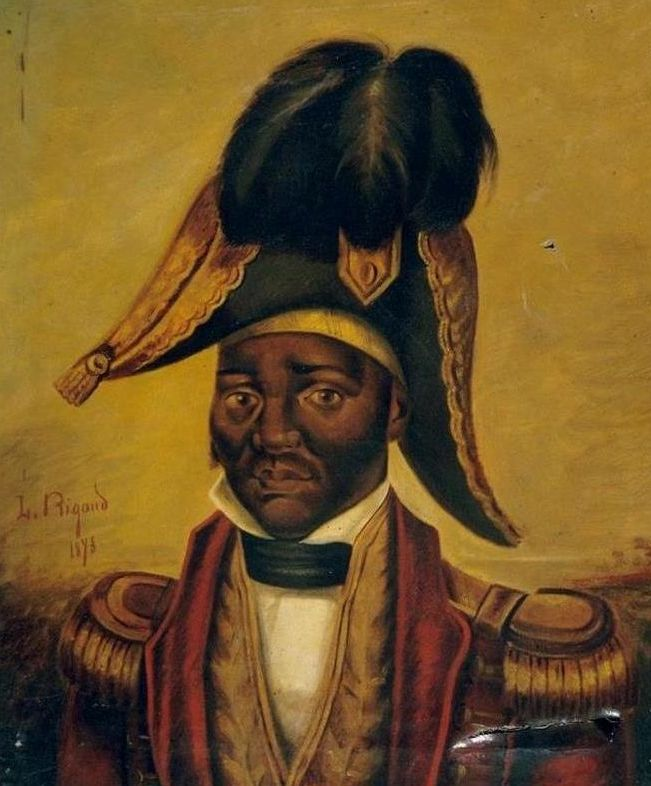
Comandante rebelde Jean Jacques Dessalines.

Consciente de que la gente de Clorinde inundaría su bote si se acercaba a la fragata, posiblemente ahogando a todos los involucrados, Willoughby en cambio requisó una batea y la usó para subir a bordo de la fragata. Una vez a bordo, Willoughby persuadió a La Poype para que entregara el barco sin las formalidades observadas fuera del puerto, izando la bandera de la Unión. En consecuencia, los haitianos no pudieron disparar contra un barco en posesión de su aliado, Willoughby, que desembarcó para reunirse con Dessalines, quien prometió ayuda. Willoughby regresó con varios barcos tripulados por haitianos y se le unieron varios barcos británicos en previsión de sacar a la tripulación y los pasajeros del barco siniestrado. Sin embargo, a su regreso, Willoughby descubrió que el viento había disminuido significativamente, lo que le permitió usar los botes para sacar a Clorinde de las rocas y sumergirla en aguas más profundas. Su casco todavía estaba intacto y, por la noche, Clorinde se había unido al resto del escuadrón británico frente a la boca del puerto.

### Acciones finales
Con la rendición de la principal ciudad francesa en el norte de Haití, la revolución haitiana casi había llegado a su fin y solo quedaba Môle-Saint-Nicolás en manos francesas. El 2 de diciembre, el escuadrón de Loring llegó al puerto y ofreció a Noailles las mismas condiciones que se le habían ofrecido a Rochambeau, quien se negó, alegando que tenía provisiones para un asedio de cinco meses, por lo que Loring continuó hasta Port Royal en Jamaica, con sus barcos cargados. con prisioneros, dejando Cumberland y la fragata HMS Pique para hacer cumplir el bloqueo. Esa noche, sin embargo, Noailles hizo un intento desesperado de escapar del puerto con seis pequeñas embarcaciones. El convoy francés fue avistado durante la noche del 5 al 6 de diciembre y pronto fue invadido, la República, Temeraire, Belle Louise, Active y Sally Warner, todos capturados por los buques de guerra británicos. Solo un barco, el buque insignia de Noailles, escapó de la persecución, aunque aparentemente Noailles había sido herido de muerte ya que murió poco después de llegar a La Habana, Cuba, como resultado de las heridas reportadas.Las historias francesas cuentan que el buque de Noailles pudo abordar y dominar a un pequeño buque de guerra británico en ruta, pero ningún buque de guerra británico de ningún tamaño se perdió en estas aguas durante 1803, por lo que se desconoce el origen de esta historia.

## Independencia de Haití
La caída de Môle-Saint-Nicolás marcó el final de la Revolución Haitiana y la destrucción final de la colonia francesa de Saint-Domingue. Aunque las fuerzas francesas vestigiales permanecieron en el Santo Domingo español, eran demasiado pocas y demasiado débiles para causar alguna impresión en las fuerzas de Dessalines que ahora controlaban la mitad occidental de la isla. En el proceso, Dessalines se convirtió posiblemente en el comandante militar más exitoso en la lucha contra la Francia napoleónica.
El 1 de enero de 1804, Dessailines proclamó la fundación de la nueva nación de Haití, la primera nación caribeña independiente desde los días previos al asentamiento europeo.